# 루차노 스피노시
루차노 스피노시(이탈리아어: Luciano Spinosi luˈtʃaːno spiˈnoːzi, -oːsi[*], 1950년 5월 9일, 라치오 주 로마 ~)는 이탈리아의 전 축구 선수이자 감독으로, 현역 시절 수비수로 활약했다.

## 클럽 경력
스피노시는 현역 시절에 로마, 유벤투스에서 주로 활약했다. 그는 엘라스 베로나, 밀란, 그리고 체세나에서도 활약했다.

## 국가대표팀 경력
스피노시는 이탈리아 국가대표팀에서 1971년부터 1974년까지 19번, U-21 국가대표팀 일원으로 1969년부터 1971년까지 3경기를 출전해 총 22번의 국가대항전 경기를 소화했다. 그의 첫 이탈리아 U-21 국가대표팀 경기는 0-2로 패한 1969년 11월 19일 네덜란드전 경기였다. 그는 1971년 6월 9일, 0-0으로 비긴 스웨덴전에서 성인 국가대표팀 신고식을 치렀다. 그는 1972년 6월 17일에 3-3으로 비긴 루마니아와의 경기에서 골맛도 보았다. 스피노시는 이후 페루초 발카레지 감독에 발탁되어 1974년 월드컵에 참가했다.

## 경기 방식
끈질기고, 거칠게 견제하는, 믿을 구석의 수비수인 스피노시는 처음에 주로 우측 수비를 맡았지만, 대인 방어형 중앙 수비수 혹은 "저지자" 역할을 맡았다. 그는 특유의 기질, 집중력, 상대의 밀착 견제, 그리고 프로다움으로 회자되며, 지역 방어와 대인 방어에 동시에 능한 것으로 알려졌다. 그는 기복 없는 기술력을 통해 측면으로 파고들어 선수단의 공격에 기여하였고, 로마 시절에는 측면 미드필더를 간혹 맡기도 했다. 그는 키를 이용해 공중 경합에 우위를 점하고, 공중 장악 능력을 바탕으로 상대 문전 구역으로 돌파하기도 했다.

## 사생활
그의 형 엔리코 스피노시도 프로 축구 선수였다. 둘을 구분하기 위해 엔리코는 스피노시 1호(Spinosi I)로 루차노는 스피노시 2호(Spinosi II)로 수식되었다.

## 수상
로마
- 코파 이탈리아: 1968-69, 1979-80, 1980-81

유벤투스
- 세리에 A: 1971–72, 1972–73, 1974–75, 1976–77, 1977–78
- UEFA컵: 1976–77